# Gabriela Schloesser
Ana Gabriela Schloesser (nacida Ana Gabriela Bayardo Chan, conocida como Gaby Schloesser; Tijuana, 18 de febrero de 1994) es un deportista mexicana que compite por los Países Bajos en tiro con arco, en la modalidad de arco recurvo; subcampeona olímpica en Tokio 2020.

## Trayectoria
Participó en tres Juegos Olímpicos de Verano, obteniendo una medalla de plata en Tokio 2020, en la prueba de equipo mixto (junto con Steve Wijler), el quinto lugar en Río de Janeiro 2016 y el cuarto en París 2024, en la prueba de equipo.
Ganó una medalla de plata en el Campeonato Mundial de Tiro con Arco al Aire Libre de 2019, dos medallas en el Campeonato Europeo de Tiro con Arco al Aire Libre, en los años 2022 y 2024. En los Juegos Europeos de Minsk 2019 obtuvo una medalla de bronce en la prueba individual.
Además, obtuvo algunos podios en la Copa del Mundo: en 2014 un segundo lugar en Breslavia (equipo), en 2016 el tercer lugar en Medellín (equipo), en 2021 el primer lugar en Lausana y el segundo en París (ambas por equipo mixto) y en 2022 el tercer lugar en París y en Gwangju (equipo mixto).
Estudió Administración en la Universidad Xochicalco de Tijuana. En 2017 emigró a los Países Bajos, después de contraer matrimonio con el arquero neerlandés Mike Schloesser, y desde 2018 compite internacionalmente por ese país.

## Palmarés internacional
| Representando a los Países Bajos |                                 |                   |              |
| Juegos Olímpicos                 |                                 |                   |              |
| Año                              | Lugar                           | Medalla           | Prueba       |
| 2020                             | Tokio (Japón)                   | Medalla de plata  | Equipo mixto |
| Campeonato Mundial al Aire Libre |                                 |                   |              |
| Año                              | Lugar                           | Medalla           | Prueba       |
| 2019                             | 's-Hertogenbosch (Países Bajos) | Medalla de plata  | Equipo mixto |
| Juegos Europeos                  |                                 |                   |              |
| Año                              | Lugar                           | Medalla           | Prueba       |
| 2019                             | Minsk (Bielorrusia)             | Medalla de bronce | Individual   |
| Campeonato Europeo al Aire Libre |                                 |                   |              |
| Año                              | Lugar                           | Medalla           | Prueba       |
| 2022                             | Múnich (Alemania)               | Medalla de oro    | Equipo mixto |
| 2024                             | Essen (Alemania)                | Medalla de plata  | Equipo       |